# Walter Schmedemann
Walter Schmedemann (né le 3 février 1901 à Hambourg, mort le 1er avril 1976 à Bad Bevensen) est un homme politique allemand, résistant au nazisme.

## Biographie
Schmedemann, issu d'une famille ouvrière social-démocrate, suit un apprentissage commercial puis travaille comme docker. En 1917, il rejoint l'USPD et rejoint le SPD avec son aile droite en 1922. En 1924, il commence à travailler à la clinique Saint-Georges de Hambourg, où il dirige temporairement le comité d'entreprise. Parallèlement, il occupe diverses fonctions au sein du parti et de la Reichsbanner Schwarz-Rot-Gold dans le district d'Eilbek et est élu pour la première fois au Bürgerschaft de Hambourg en 1932.
Licencié et brièvement emprisonné à plusieurs reprises après l'arrivée au pouvoir du NSDAP, il réussit à sauver une partie des caisses du SPD d'Eilbek et à créer une organisation de parti illégale dont l'épine dorsale est constituée de cadres de la Reichsbanner. Le journal clandestin Rote Blatter est publié, parfois hebdomadaire et tiré à 5 000 exemplaires, les publications du Sopade sont introduites et distribuées clandestinement et les membres en danger sont mis en sécurité au Danemark.
Après son deuxième emprisonnement en novembre 1933, Schmedemann rédige lui-même un rapport détaillé dans lequel il décrit anonymement la terreur et nomme les auteurs. Ce rapport est envoyé à tous les juges, procureurs, pasteurs, hauts fonctionnaires du NSDAP et sénateurs de Hambourg. Le groupe de Schmedemann participe activement à la publication et à la diffusion du rapport sur le meurtre du député SPD Fritz Solmitz (de), retrouvé torturé et pendu dans sa cellule du camp de concentration de Fuhlsbüttel.
En novembre 1934, l'organisation résistante est traquée et démantelée par la Gestapo, Schmedemann est arrêté et condamné en juin 1935 à deux ans et demi de prison, qu'il purgea à Fuhlsbüttel, après quoi il est ensuite détenu au camp de concentration de Sachsenhausen jusqu'en octobre 1938.
Après sa libération, il est de nouveau emprisonné à Sachsenhausen au début de la guerre, de septembre à novembre 1939. Il travaille ensuite dans une usine de peinture, où il crée une cellule de résistance et soutient les travailleurs forcés en leur fournissant de la nourriture et des vêtements. Parallèlement, il reprend contact avec d'anciens amis du parti. À la suite d'une dénonciation, Schmedemann est condamné à quatre mois de prison pour vol présumé en juillet 1943, mais cette peine est suspendue. Cependant, dans le cadre de l'Aktion Gitter après le complot du 20 juillet 1944, il est de nouveau emprisonné d'août à septembre 1944. Impliqué dans la réorganisation des structures sociales-démocrates, Schmedemann doit se cacher en avril 1945 jusqu'à la libération de Hambourg le 3 mai 1945 pour éviter d'être arrêté une neuvième fois par les nazis.
À partir de 1945, Schmedemann est vice-président du SPD de Hambourg jusqu'en 1962, puis simple membre du conseil d'administration du Land jusqu'en 1966. Il est également membre fondateur et président de l'éphémère Syndicat libre socialiste (SFG) en 1945 et vice-président pour le Land de l'Association des persécutés du régime nazi jusqu'en 1948, qu'il quitte en même temps que d'autres sociaux-démocrates.
De 1949 à 1970, il fut à nouveau membre du Bürgerschaft de Hambourg et est sénateur de la Santé de 1948 à 1953 et de 1957 à 1967. Au cours de son mandat, de nouveaux sites hospitaliers sont construits à Rissen et Heidberg (Langenhorn), les nouveaux hôpitaux généraux de Saint-Georges (1957-1967) et Harburg (1963-1968) et la pose de la première pierre de la clinique d'Altona en 1961 (achèvement en 1971).
Le Sénat de Hambourg décerne à Schmedemann la Bürgermeister-Stolten-Medaille en 1972. En 1980, une rue du quartier de Hambourg-Langenhorn porte son nom.
Walter Schmedemann est enterré dans le carré d'honneur des persécutés par le régime nazi au cimetière d'Ohlsdorf, au carré Bn 73, à l'entrée de la Bramfelder Chaussee.